# کوئکولبرگ
شهر کوئکولبرگ (به فرانسوی: Koekelberg) در شهرستان بروسل در منطقه بروکسل در کشور بلژیک واقع شده‌است. این شهر در سال ۲۰۰۶ بالغ بر ۱۸٬۱۵۷ جمعیت داشته است.